# Movimento de Resistência Judaica
O Movimento de Resistência Judaica (em hebraico: תנועת המרי העברי, Tnu'at HaMeri Ha'Ivri, literalmente Movimento de Rebelião Hebraico), também chamado de Movimento de Resistência Unida (MRU), foi uma aliança das organizações paramilitares sionistas Haganá, Irgun e Lehi no Mandato Britânico da Palestina. Foi criado em outubro de 1945 pela Agência Judaica e operou por dez meses, até agosto de 1946. A aliança coordenou atos de sabotagem para minar a autoridade britânica no Mandato da Palestina.
O movimento sionista tinha grandes esperanças na administração trabalhista eleita na Grã-Bretanha após a Segunda Guerra Mundial. Porém, os trabalhistas britânicos continuaram a aplicar as políticas estabelecidas no Livro Branco de 1939, incluindo as restrições à imigração judaica para a Palestina.
As negociações para a formação do movimento começaram em agosto de 1945, a pedido dos líderes da Haganá, Moshe Sneh e Israel Galili. No final de outubro do mesmo ano, foi assinado um acordo, fundando o “Movimento de Resistência Judaica”. A liderança do novo movimento incluía quatro representantes: dois da Haganá (Sneh e Galili), um do Irgun (Menachem Begin) e um do Lehi (Nathan Yellin Mor).
Para coordenar as atividades dos grupos, um comitê civil conhecido como "Comitê X" foi composto por seis membros, representantes de várias correntes políticas (incluindo Levi Eshkol). O conselho de operações, que aprovava os planos de operações, era composto por Yitzhak Sadeh (do Palmach), Eitan Livni (do Irgun) e Yaakov Eliav (do Lehi).
Durante a existência do movimento, onze grandes operações foram realizadas, oito delas pelo Palmach e Haganá, e três pelo Irgun e Lehi, além de muitas operações menores. Entre estas, destacam-se:
- A libertação de 200 membros da Aliyá Bet do campo de detenção de Atlit
- O bombardeio de ferrovias e estações de trem na Noite dos Trens (novembro de 1945)
- O bombardeio de dezenas de pontes em todo o país na Noite das Pontes (junho de 1946)
- Ataques a esquadras de polícia britânicas
- Atentado do Hotel King David em Jerusalém, onde 91 pessoas foram mortas, incluindo 28 cidadãos britânicos, 41 árabes palestinos, 17 judeus palestinos, dois armênios, um russo, um egípcio e um grego.

Em agosto de 1946, após o atentado ao Hotel King David, Chaim Weizmann, presidente da Organização Sionista Mundial, apelou ao movimento para cessar toda atividade militar até que uma decisão sobre o assunto fosse tomada pela Agência Judaica. A Agência Judaica apoiou a recomendação de Weizmann para cessar as atividade. A decisão foi aceita com relutância pelo Haganá, mas rejeitada pelo Irgun e pelo Lehi. O MRU foi desmantelado e cada um dos grupos fundadores continuou a operar de acordo com a sua própria política.